# Perth (ancienne circonscription fédérale)
Pour les articles homonymes, voir Perth.
Perth (aussi connue sous le nom de Perth—Wilmot) fut une circonscription électorale fédérale de l'Ontario, représentée de 1935 à 1988.
La circonscription de Perth a été créée en 1933 à partir de Perth-Nord et de Perth-Sud. Renommée Perth—Wilmot en 1970, la circonscription fut abolie en 1976 et redistribuée parmi Oxford, Perth et Waterloo. Perth fut abolie en 1987 et fusionnée à Perth—Wellington—Waterloo.

## Géographie
En 1947, la circonscription de Perth comprenait:
- La comté de Perth, excluant les cantons de Fullarton, Logan et Hibbert
- La cité de Statford
- Le village de Tavistock

En 1966, Perth comprenait:
- Le comté de Perth, excluant la ville de Palmerston et le village de Tavistock
- Une partie du comté de Waterloo, dans le canton de Wilmot

## Députés
1. 1935-1945 — Frederick George Sanderson, PLC
2. 1945-1949 — Albert James Bradshaw, PC
3. 1949-1953 — James Neilson Corry, PLC
4. 1953-1972 — Jay Monteith, Pc
5. 1972-1984 — William H. Jarvis, PC
6. 1984-1988 — A.H. Brightwell, PC

- PC = Parti progressiste-conservateur
- PLC = Parti libéral du Canada